# Gaylussacia oleifolia
Gaylussacia oleifolia är en ljungväxtart som beskrevs av Michel Félix Dunal. Gaylussacia oleifolia ingår i släktet Gaylussacia och familjen ljungväxter. Inga underarter finns listade i Catalogue of Life.